# NGC 7449
NGC 7449 ist eine elliptische Galaxie vom Hubble-Typ E im Sternbild Andromeda am  Nordsternhimmel. Sie ist schätzungsweise 237 Millionen Lichtjahre von der Milchstraße entfernt.
Das Objekt wurde am 23. Oktober 1878 von dem Astronomen Édouard Stephan entdeckt.